# Кугальна
Кугальна́ — деревня в Буинском районе Татарстана. Входит в состав Киятского сельского поселения.

## География
Находится в юго-западной части Татарстана на расстоянии приблизительно 6 км на восток-юго-восток по прямой от районного центра города Буинск у реки Свияга.

## История
Известна с 1780 года.

## Население
Постоянных жителей насчитывалось: в 1859—135, в 1880—169, в 1897—258, в 1913—363, в 1920—484, в 1926—375, в 1938—390, в 1949—260, в 1958—232, в 1970—175, в 1979 — 97, в 1989 — 54. Постоянное население составляло 32 человека (русские 44 %, азербайджанцы 50 %) в 2002 году, 9 в 2010.